# Иван Реди
Иван Оскара Реди, (Јагодина 24. август 1943) признати је нишки и српски архитекта и друштвени радник. Након завршених студија, радио је као архитекта у Нишу, од архитекте–пројектанта до директора сектора за изградњу. Дуго година је радио и на пословима референта надзора и пројектовања у Дирекцији за урбанизам, изградњу и реконструкцију Ниша. Магистрирао је 2000. године на Архитектонском факултету у Београду.
Био је председник Савеза архитеката Југославије (1982—1986); члан Председништва Савеза архитеката Југославије (1977—1988); председник Комисије за међународну сарадњу Савеза архитеката Југославије (1984—1988); члан Председништва Савеза инжењера и техничара Југославије и Председник комисије за организацију и развој (1983—1987). За дугогодишњи рад у архитектури и другим областима, више пута је награђиван и одликован.

## Живот и каријера
Рођен је у Јагодини 24. августа 1943. године, у породици просветних радника, од оца Оскара, Словенца и мајке Јелене, Српкиње.
Највећи део детињства провео је у селидбама. После Јагодине, живео је са породицом у Бабушници, Белој Паланци, Врању и Приштини (где је 1961. завршио гимназију), да би се коначно 1962. године породица Реди доселила у Ниш, и ту остала у годинама које следе.
Године 1963. уписао је архитектуру у Нишу, након две године проведене на студирању грађевине на Грађевинског факултета Универзитета у Београду. Дипломирао је 29. фебруара 1969. након одбране теме под називом „Туристичко насеље у Сићевачкој клисури”.
Последипломске студије облика специјализације из области „Студије архитектуре — становање”, похађао је на Архитектонском факултету у Београду од 1977—1979. године и на њима стекао звање: специјалиста.
Последипломске студије облика магистеријума на тему: „Настајање и развој бањских места”, похађао је на Архитектонском факултет у Београду од 1996—2000. године; након којих је стекао звање: магистар наука.
Године 1998. апсолвирао је на Академији за предузетнике — Привредне коморе Штајерске, Аустрија.
Докторске студије на Универзитету у Грацу започео је септембра 2010. године на тему „Квалитет становања - становање са подршком примерено старим особама на примеру Штајерске”.
Године 1989. донео је, како он сам каже, тешку одлуку да напусти Ниш и живот настави у Грацу, Аустрија. Ово одлуку Реди на овај начин образлаже:
| „ | Разлози за одвајање, за кидање физичких веза, морају да буду врло јаки. Мотивација да кренете у нови живот мора да буде добро аргументована. Моја одлука да одем је дошла кад сам већ био у зрелим годинама, близу педесете. Имао сам троје деце, егзистенција нам је била угрожена због познатих економских околности. Моја улога „патер фамилиаса“ била је да понесем терет новог живота који је обезбиђивао деци услове за нормалан живот. | ” |

Када је донео одлуку да живот настави у Аустрији, Иван Реди је био ожењен Весном, наставницом математике, са којом има троје деце.
Кретање у служби у Србији
Након завршених студија, радио је на бројним одговорним дужностима као архитекта у Нишу и Врању, од архитекте–пројектанта до директора сектора за изградњу.
Од 1969. до 1988. године радио је као: архитекта-пројектант (Грађевинска фирма и архитектонски биро у Врању и Нишу); архитекта-просторни планер-урбаниста (Дирекција за урбанизам и комуналну изградњу - Ниш); Шеф службе за спровођење урбанистичких планова (Секретаријат за урбанизам - Скупштина општине Ниш); Директор сектора за изградњу Трговинског центра „Калча” (Дирекција за урбанизам, изградњу и реконструкцију Ниша).
Кретање у служби у Аустрији
Од 1989. године у Аустрији је прво радио као дипломирани инжињер архитектуре (пројектант у неколико архитектонских бироа) у Грацу, потом од 2003. године као привредни саветник (сопствене фирме са седиштем у Грацу) и коначно од 2006. године као Архитекта и технички саветник (фирма „NeueLebensräume”, GmbH,односно „SBZ” у Грацу - Становање старих људи са подршком).
У заслужену пензији отишао је 31. августа 2008. године.

## Дело

### Архитектонско стваралаштво
- Део значајнијих архитетктонских дела Ивана Редија у терамама Лојпердсдорф бај Фриштенфелд у Аустрији
- Базен у хотелу Schaffelbad
- Лојпердсдорф бај Фриштенфелд
- Римске терме у хотелу Schaffelbad

#### Значајни урбанистички планови и архитектонски пројекти
- 1968. — Пројекат аутобуске станице у Врању,
- 1975.  — ДУП комплекса „Центар” у Прешеву,
- 1976.  — ДУП комплекса „Изолација” у Нишу,
- 1976.  — Пројекат уредјења Летње позорнице у нишкој Тврђави
- 1984.  — Пројекат спомен-обележја јубилеја Југословенских хорских свечаности у нишкој Тврђави,
- 1977.  — ДУП-ови комплекса „14 октобар” — „МИН запад” — „Југопетрол” у Нишу,
- 1978.  — ДУП насеља Пасипољана, ДУП Спортско-рекреационогцентра "ДјукаДиниц" 1978 .;
- 1980.  — Генерални урбанистички план Прокупља 1980 .;
- 1981.  — ДУП комплекса „Санитас”,
- 1994-96  — Пројекат бање „Schaffelbad”, Аустрија.

- Део значајнијих скулптуралних дела у простору Ивана Редија у Нишу и Аустрији
- Бања Лојпердсдорф бај Фриштенфелд у Аустрији
- Летња позорница у нишкој Тврђави

### Друштвени радник и добротвор
Најзначајнија дела Ивана Редија у овој области могу се поделити у три области: Оснивање и вођење Друштва пријатељства Brücke-Most Graz-Niš;
Грађански активизам и рад са младима града Ниша; Доброчинство

#### Грађански активизам и рад са младима Ниша
Најновија иницијатива Ивана Редија, којом жели да заједно са младима Ниша, реализује идеју да две улице у елитном делу Ниша, Давидова (у којој се налази Синагога) и Балканска (у којој је „Купина“ биоскоп) добију лепши изглед, и да по његовом мишљењу и предлогу, поново уједини људе и институције у Граду Нишу. О овој акцији Реди овако размишља:
| „ | Иницијатива која се тиче сређивања Давидове и Балканске улице (у Нишу) је почетак једног већег пројекта који би желео да водим у наредним годинама. Видео сам диван филм „Ниш из ваздуха“, а недавно доживео културолошки шок у Балканској улици „са земље“. Иза Синагоге која је галерија нишког Народног музеја, налази се огромно ђубриште које ме оставило без речи. Обратио сам тада пажњу на цео простор и са једном групом дивних, младих људи, покренули смо иницијативу „За лепши Ниш“. Мислим да ове две улице могу да буду срце културног живота града, посебно сликарсва, музике, позоришта … Такви квартови постоје у градовима широм Европе. | ” |

#### Доброчинство
Безгранична љубав према човеку и његовом бољем животу, Реди је преточио у сопствено настојање да покаже пут којим сваки становник Србије треба ићи ка доброчинству у тешким временима обнављања највећих хришћанских и људских вредности у Србији. Међу тим настојањима нека од досадашњих и најзначајнијих су:
- Граду је, у години обележавања 17. векова хришћанства, Иван Реди је Граду Нишу поклонио спомен-чесму Свете Тројице која је постављена на Тргу патријарха Павла. Чесма, за коју је Реди дао идејно решење, поклон је градова Граца, Крагујевца и Ниша. По Редијевим речима то је било неопходно јер: три града морају учествовати у изградњи чесме да би се очувало свето тројство.
- Иван Реди је 2013. године, у Нишу обновио традицију Светосавског добротворног бала, и тако постао идејни творац, једне хуманитарне акције.[2] Прикупљена средства, са до сада одржаних балова, прослеђена су; Домској заједници школе „Душко Радовић“, школи „14.октобар“ у којој уче деца са посебним потребама и дечијој Интерној клиници у Нишу, Кардиолошкој клиници у Нишу
- Спомен-скулптура „Небески певачи” Интернацион хорске свечаности, Ниш 2016. године: пројекат и реализација.
- Поклон личне библиотеке од око 3.000 јединица грађе Универзитетској библиотеци „Никола Тесла” у Нишу, 2016.године.[3]
- Иницијатива и идејни пројекат за постављање просторне структуре „Банка доброчинства”, намењене хуманитарки Марини Адамовић из Ниша, пројект реализован 2016. година, уз подршку председника владе Србије.

## Друштвене активности и функције
- Председник Савеза архитеката Југославије (1982—1986),
- Члан Председниства Савеза архитеката Југославије (1977—1988),
- Председник комисије за међународну сарадњу Савеза архитеката Југославије (1984—1988),
- Члан Председништва Савеза инжењера и техничара Југославије и Председник комисије за организацију и развој (1983—1987),
- Члан Издавачког савета часописа "Архитектура-Урбанизам" -Београд (1982—1985),
- Члан редакције часописа „Градина” Ниш (1985—1987),
- Председник Друштва архитеката Ниша (1974—1978),
- Председник Друштва урбаниста Ниша,
- Председник Савеза и техничара општине Ниш,
- Потпредседник Савеза архитеката Србије (1976—1980),
- Члан Председништва Савеза инжењера и техничара Србије (више година),
- Председник Друштва пријатељства „Die Brücke-Most Graz-Niš“(Steiermark – Srbija) од 2001. године.
- Председник савета за културу Ниша, од 2024.[4]

## Награде и признања
- 2016. Благодарница Градске општине Медијана, за спајање Граца и Ниша, неговање толеранције, враћање традиције српског бала;
- 2016. Златна значка Интернационалних хорских свечаности Ниш 2016. као највише признање фестивала за изузетан допринос развоју и унапређењу Интернационалних хорских свечаности
- 2016. Захвалница Школе за основно и средње образовање „14. октобар”, за пружену подршку и сарадњу.
- 2013. Прва награда за толеранцију „Цар Константин“, Ниш,[5]  која је установљена у оквиру обележавања 1700 година од доношења Миланског едикта.
- 2006. Повеља Друштва архитеката Ниша за изузетан допринос развоју и унапређењу рада Друштва архитеката Ниша и обнови зграде ДАН-а
- 2004. Посебно признање Југословенских хорских свечаности за допринос развоју међународне културне сарадње
- 2002. Диплома Црквене певачке дружине „Бранко“-Ниш, као почасном члану
- 1998. Златна значка Југословенских хорских свечаности
- 1988. Златна значка Културно-просветне заједнице Србије
- 1987. Орден рада са сребрним венцем СР Југославије
- 1986. Плакета „14 април“ Савеза инжењера и техничара Југославије
- 1985. Јубиларна медаља „40 година социјалистичке Бугарске“
- 1985. Повеља Савеза инжењера и техничара Србије
- 1981. Златна значка Социјалистичког савеза радног народа Србије
- 1968. Похвала за залагање и рад у Академско културно-уметничком друштву – Ниш
- 1967. Диплома као најбољем глумцу на 21. мајском фестивалу студентских позоришта Југославије у Загребу (Камерна сцена „М“-АКУД-Ниш)
- 1966. Похвала за залагање и рад у Академско културно-уметничком друштву – Ниш